# Westby (Wisconsin)
Pour les articles homonymes, voir Westby.
Westby est une municipalité américaine située dans le comté de Vernon au Wisconsin. Selon le recensement de 2010, sa population est de 2 200 habitants. La municipalité s'étend alors sur une superficie de 2,60 milles carrés (6,73 km2).

## Histoire
La région est à l'origine principalement peuplée par les Winnebagos. Cependant, la tribu cède ses terres en 1837. Dix ans plus tard, débute une importante immigration norvégienne. La ville doit d'ailleurs son nom à Ole T. Westby, un norvégien qui y a ouvert un magasin en 1867.
Westby devient une municipalité en 1896 avec le statut de « village ». Elle accède au statut de « ville » (en anglais : city) en 1920.